# Antechinomys laniger
Antechinomys laniger là một loài động vật có vú trong họ Dasyuridae, bộ Dasyuromorphia. Loài này được Gould mô tả năm 1856.

## Hình ảnh

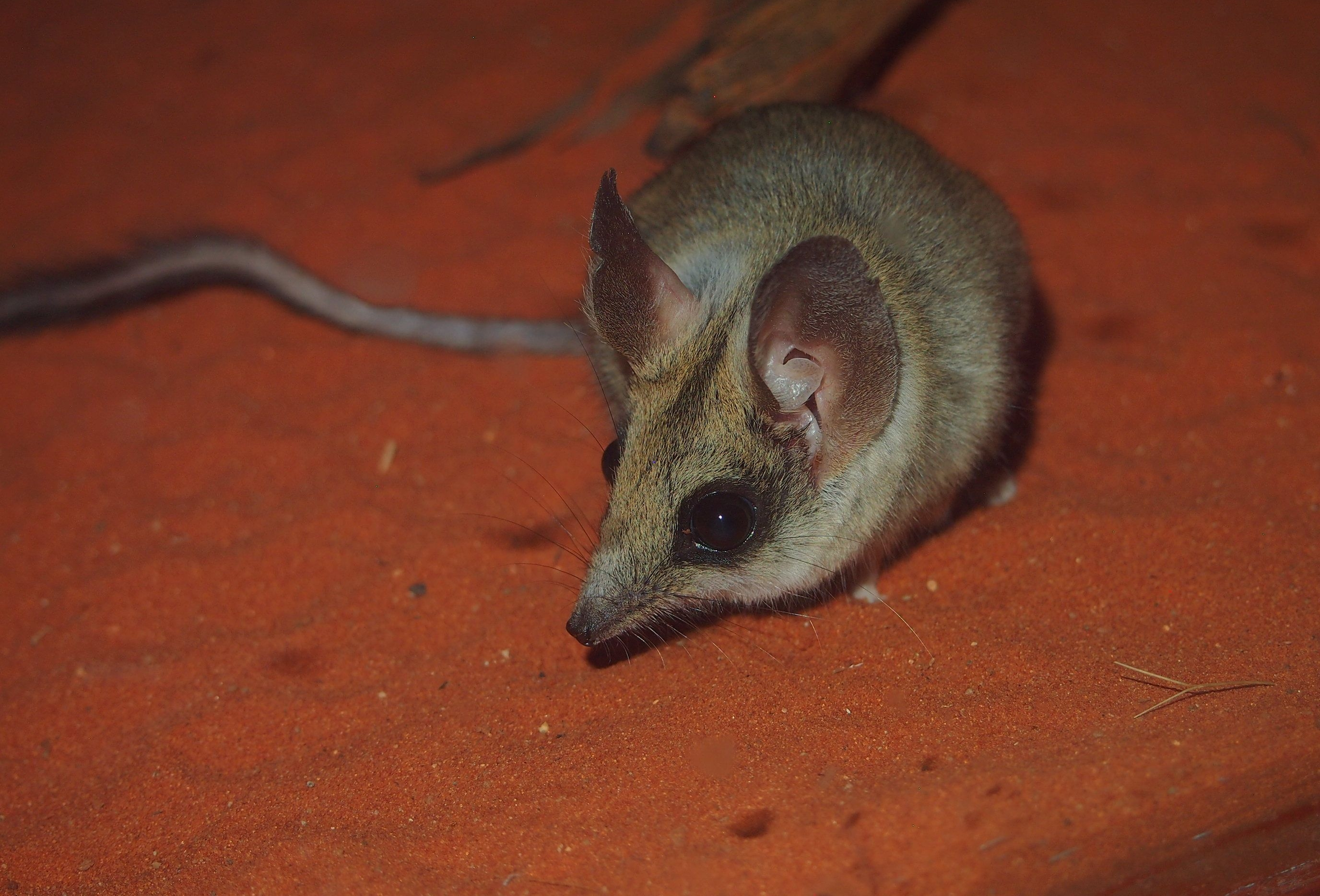
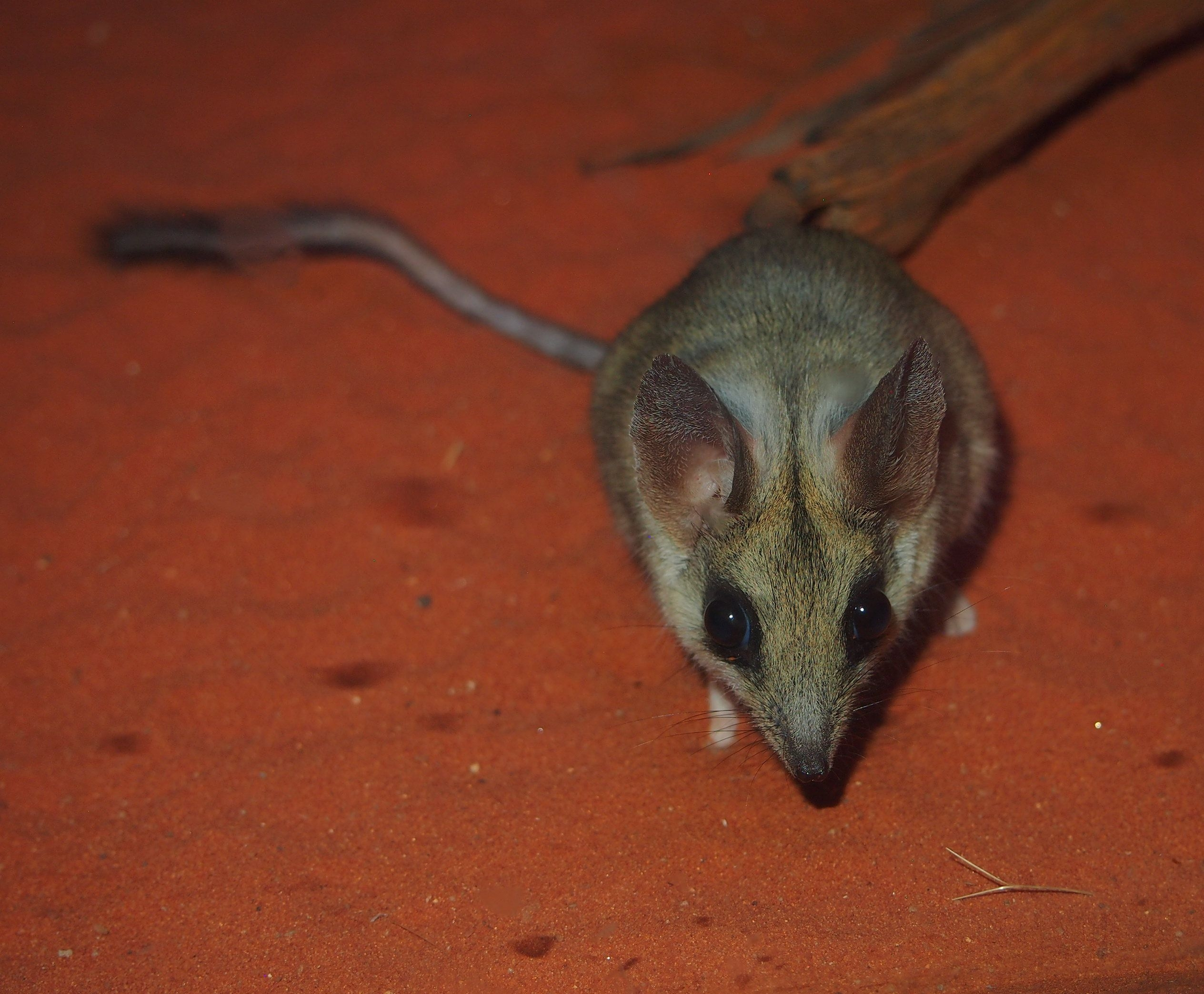